# Idiopyrgus
Idiopyrgus (лат.) — род брюхоногих моллюсков из семейства Tomichiidae отряда Littorinimorpha (Ценогастроподы). Встречается в Южной Америке, где известно около 10 видов.

## Распространение и экология
Южная Америка: пресные водоёмы и пещеры Бразилии.

## Описание
Реликтовый род мелких пресноводных улиток (2—5 мм). Виды Idiopyrgus eowynae и Idiopyrgus meriadoci это первые наземные виды (подземный, или пещерный) из рода Idiopyrgus, чьи представители ранее были известны как обитатели пресноводных водоёмов. Род Idiopyrgus традиционно классифицировался в семействе Pomatiopsidae. Молекулярные данные и филогенетический анализ показал, что Idiopyrgus относится к гондванскому семейству Tomichiidae, вместе с африканским родом Tomichia и австралийским родом Coxiella. Таксоны Hydracme и Aquidauania считаются синонимами Idiopyrgus..
- Idiopyrgus adamanteus Salvador, Silva & Bichuette, 2022[7]
- Idiopyrgus brasiliensis (Rey, 1959) (Aquidauania)
- Idiopyrgus eowynae Salvador & Bichuette, 2024[5]
- Idiopyrgus meriadoci Salvador & Bichuette, 2024[5]
- Idiopyrgus minor Salvador, Silva & Bichuette, 2022[7]
- Idiopyrgus pilbryi F. Baker, 1913[3]
- Idiopyrgus rudolphi (F. Haas, 1938) (Hydracme)
- Idiopyrgus souleyetianus Pilsbry, 1911[3] — typus[1]
- Idiopyrgus walkeri Pilsbry, 1924[3]